# Еберхард II фон Кирхберг
Еберхард II фон Кирхберг (на немски: Eberhard II von Kirchberg; * пр. 1370; † 12 август 1413, Виблинген) е епископ на Аугсбург (1404 – 1413).

## Живот
Той, граф Еберхард V фон Кирхберг, е най-възрастният син на граф Вилхелм II фон Кирхберг († 1370) и съпругата му Анна фон Айхен († 1369). Брат е на Фридрих († 1391/1418) и Конрад VII († 1417) от 1370 г. граф на Кирхберг.
На 30 май 1404 г., след смъртта на епископ Буркхард фон Елербах († 9 март 1404), Еберхард V фон Кирхберг е избран за епископ на Аугсбург като Еберхард II. На 2 февруари 1406 г. той е ръкоположен за свещеник и през март 1406 г. за епископ.
Умира на 12 август 1413 г. във Виблинген, днес част от Улм, където през 1417 г. е погребан и брат му Конрад VII. Епископ на Аугсбург става Фридрих фон Графенек († 1414).